# Oldenzaal
Oldenzaal – miasto we wschodniej Holandii, w prowincji Overijssel. Według danych na dzień 2012 liczy 32 600 mieszkańców.